# Català balear
El balear és el dialecte del català que es parla a les Illes Balears. Els subdialectes que el formen són el mallorquí, el menorquí i l'eivissenc (del qual fa part el parlar de Formentera). La llengua catalana hi va ser duita per habitants provinents del Principat i fonamentalment de la part oriental, per la qual cosa es conserven característiques dialectals emparentades amb les variants d'aquestes zones.

## Fonètica i fonologia

### Vocalisme tònic

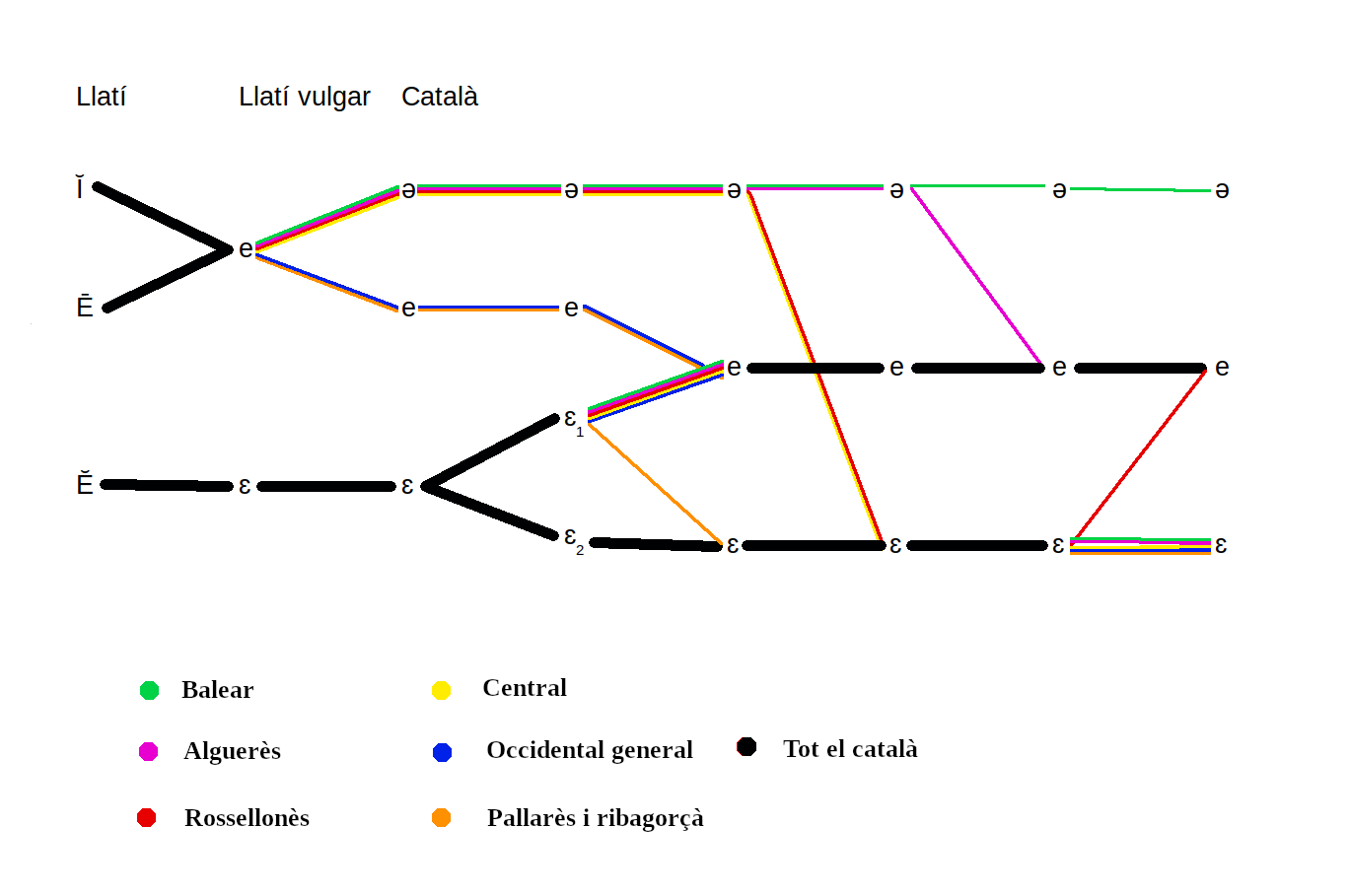
Evolució de la e en català

- El vocalisme tònic general del balear és el sistema originari del bloc oriental, que ha romàs inalterat. Així doncs, Ē i Ĭ del llatí (la e tancada /e/ del proto-romanç) són /ə/ en balear (PLĒNUM > pl[ə], PĬRA > p[ə]ra), alhora que, com en la resta del català, una part de Ĕ del llatí (la e oberta /ɛ/ del proto-romanç) és /ɛ/ (TĔRRA > t[ɛ]rra) i l'altra és /e/ (TĔMPUS > t[e]mps)[1]. No obstant això, una part de Menorca, una de més petita d'Eivissa i una contrada de Mallorca, però, han evolucionat el sistema, de manera que la neutra tònica [ə] ha esdevingut e oberta /ɛ/ en posició tònica, com en català central.

### Vocalisme àton
- La vocal neutra s'endarrereix cap a o quan apareix o a una síl·laba adjacent; es tracta d'una altra casta d'harmonia vocàlica. Així doncs, mots com home i genoll esdevenen homo i jonoll. Aquest tret el compartia amb el català central, per bé que en aquest dialecte està en regressió[2].
- El grup /wə/ esdevé /o/, i així aigua, quaranta i llengua esdevenen aigo, coranta i llengo; a Menorca i Eivissa, així com a la vila mallorquina de Sóller, aquesta /o/ es pronuncia [u] com totes les /o/ àtones. Aquest tret també el compartia amb el català central, però en aquest dialecte és una pràctica que s'ha abandonat[3][4].
- A Mallorca (llevat de Felanitx) i Eivissa (llevat de Vila), però no a Menorca, s'elideix la a final dels mots esdrúixols acabats en ia: glòria [ˈglɔɾi], memòria [mə'mɔɾi]. Aquest fenomen el comparteix amb el català rossellonès[3][5].
- En el subdialecte mallorquí es distingeixen la o i la u àtones, llevat de Sóller i Fornalutx. En canvi, en el menorquí i l'eivissenc, la o àtona es neutralitza en u com a la resta del català oriental.

### Consonantisme
- S'hi esdevé la iodització tradicional, és a dir, que hom distingeix els grups llatins LL, que esdevé /ʎ/ (GALLUM > ga[ʎ]), respecte de C'L, G'L i LI, que esdevenen /j/ (AURĬC'LA > ore[j]a, CĬLĬA > ce[j]a). Així doncs, es distingeix el poll 'cria d'ocell' del poll 'insecte paràsit'. A Menorca i diverses localitats de Mallorca, aquesta [j] s'elideix en tots els contexts, mentre que a Eivissa i la major part de Mallorca aquesta /j/ es pronuncia notablement més baixa, gairebé com una e semivocàlica: palla [pae̯ə][6].
- Es distingeix la b de la v (tot i existir, esporàdicament, un betacisme no generalitzat)[7].
- Es manté el grup tl del català antic en mots com batle, ametla o motlo, els quals es pronuncien igual que una l geminada: ['bal:ə], [ə'məl:ə], ['mɔl:o]. De fet, és un dels pocs dialectes que, en determinats casos, manté la l geminada, en mots com al·lot o cel·la[8].
- En el mallorquí i el menorquí es donen molts casos d'assimilació consonàntica. Per exemple, cap moix s'hi pronuncia com cam moix[9].

## Morfologia i sintaxi
- Ús dels articles salats es, sa, ses, s'. A Mallorca i Menorca, el plural masculí pren la forma ets després de vocal: ets animals. A Mallorca i Eivissa, la forma es pren la forma so després de la preposició amb. De tota manera, hi ha mots i frases fetes en què només s'utilitza l'article literari, com la mar, el bisbe, el Barça, la setmana qui ve... Tot i això, no sempre es pot donar una norma vàlida que funcioni en qualsevol cas. Per exemple, a Sóller hi ha es carrer de sa mar, i en canvi se sol dir la mar. En certs noms de lloc es pot fer servir l'article salat o no segons es parli d'un lloc o un altre: per exemple, l'Horta a Sóller o s'Horta a Felanitx[6][10]. L'ús de l'article salat el comparteix amb altres parlars catalans i altres parlars romànics.
- A Pollença no s'utilitza l'article salat. Així, s'empra 'la' 'les' pel femení i 'el' (pronunciat 'u' o 'us', aquest darrer davant vocal) i la forma 'lo' darrera la preposició 'amb' ('he parlat amb lo jutge')
- Ús dels articles personals clàssics en i na davant noms propis de persona, i de la contracció n' quan comencen en vocal: en Joan, na Maria, n'Antònia i n'Ignaci.
- El balear ha conservat el morfema zero de la 1ª persona del present d'indicatiu, típic del català clàssic: jo cant, jo rep, jo dorm[9]. Aquest tret el comparteix amb l'Alguerès.
- El balear també ha conservat el vocalisme a per a les persones 1ª i 2ª del plural de l'indicatiu a la primera conjugació: cantam, cantau (i així es distingeixen de les del subjuntiu: cantem, canteu)[9][11]. Al seu torn, també ha conservat el vocalisme a per a l'imperfet de subjuntiu dels mateixos verbs: cantàs, cantassis o cantasses, etc. Tot i això, s'està estenent l'ús de cantés, cantessis, etc., que ja és l'únic emprat a Menorca[12].
- Els verbs incoatius conserven la distinció entre les formes velars i les palatals: jo cresc, tu creixes, ell creix (i, normalment, que jo cresqui)[12]

## Lèxic i semàntica
Exemples del Lèxic propi:
- al·lot 'noi', assajar 'emprovar', berenar 'esmorzar i berenar', besada 'petó', botar 'saltar', brossat 'mató', ca o cus 'gos', calçons 'pantalons', capell 'barret', cercar 'buscar', cussa 'gossa', capvespre o horabaixa 'tarda', llenegar 'relliscar, patinar', moix 'gat', renou 'soroll', tèmer-se (de qualque cosa) 'adonar-se, advertir, notar, parar esment, fixar l'atenció en qualque cosa o en qualcú'.

Variants semàntiques:
- escurar (intransitiu, rentar els plats), llinatge (cognom), pardal (ocell, o també estúpid, beneit), etc.

Variants formals:
- cotxo (cotxe), sebre (saber), vesí o veïnat (veí), etc.

## Situació sociolingüística
| Coneixement                     | Persones | Percentatge |
| ------------------------------- | -------- | ----------- |
| L'entén                         | 749.100  | 93,1%       |
| El sap parlar                   | 600.500  | 74,6%       |
| El sap llegir                   | 640.700  | 79,6%       |
| El sap escriure                 | 377.200  | 46,9%       |
| Població total major de 15 anys | 804.800  | 100%        |

|                  | Any 2010    | Any 2010 |
| Persones         | Percentatge |          |
| ---------------- | ----------- | -------- |
| Llengua habitual | 371.066     | 41,75%   |
| Llengua pròpia   | 320.615     | 36,07%   |

El català és la llengua pròpia de les Illes Balears (així definida en el seu Estatut d'Autonomia) i cooficial, al costat del castellà, per ser-ho aquesta en tot l'Estat. El cas balear és semblant al de Catalunya, també aquí el factor principal en l'expansió del castellà ha estat la immigració, en mesura molt més gran que la substitució lingüística.
La situació sociolingüística del català a les Illes Balears és diferent segons l'illa i la zona, a Menorca i a la Part Forana de Mallorca és on més es parla el català i a Palma i a Eivissa és on menys es parla. A més, a les zones turístiques, es parlen l'anglès i l'alemany. Encara que amb menys impacte, l'italià és també un idioma freqüent, sobretot a Formentera, que compta amb un alt índex de turisme d'aquesta nacionalitat.
D'acord amb les dades del cens de l'Institut d'Estadística de les Illes Balears de l'any 2001, i les dades sociolingüístiques del IEC de 2002, pel que fa al català la població es distribuiria de la següent manera: el sap parlar el 74,6%, l'entén el 93,1%, el sap llegir el 79,6%, el sap escriure el 46,9%. Per la seva banda, segons una enquesta duta a terme el 2003 per la Secretaria de Política Lingüística dels 1.113.114 habitants de les Illes Balears l'entenen 749.100 (el 93,1%), el saben parlar 600.500 (el 74,6%), i és la llengua habitual de 404.800 persones (el 45,7%).